# Indiai kancsil
Az indiai kancsil (Moschiola indica) az emlősök (Mammalia) osztályának párosujjú patások (Artiodactyla) rendjébe, ezen belül a kancsilfélék (Tragulidae) családjába tartozó faj.

## Előfordulása
Az indiai kancsil Indiában és talán Nepálban fordul elő. A trópusi esőerdőkben él, ahol főként sziklás talajon, 700 méterig hatol fel.

## További információk

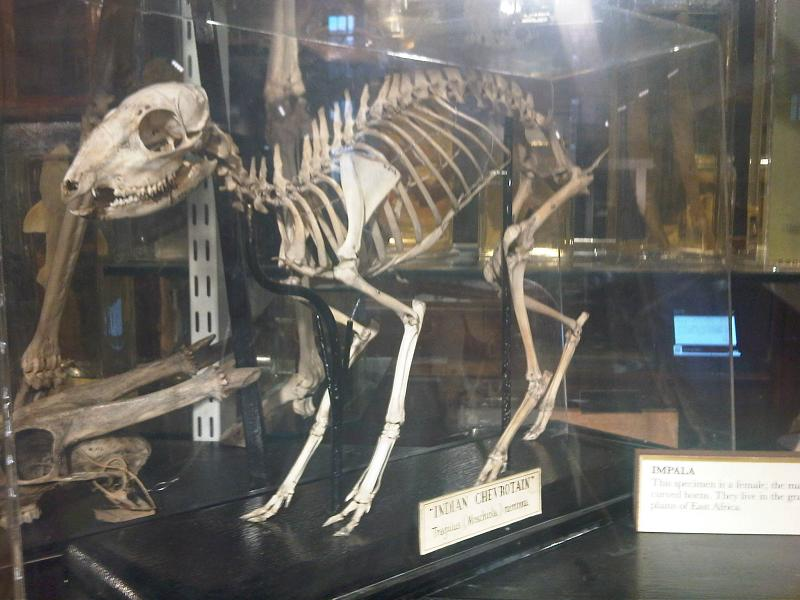
Az állat csontváza egy londoni múzeumban

## Megjelenése
Ennek az állatnak a testhossza 23 centiméter, farokhossza 1 centiméter és testtömege 7 kilogramm. Ennek a kancsilfélének az igazi szarvasoktól (Cervidae) eltérően, mind a négy lábujja fejlett, ám neki is csak a két középső érinti a talajt. Az indiai kancsil apró termetű, domború hátú, vékony lábú állat, barna szőrzetét fehér pettyek és csíkok tarkítják. A hím felső állkapcsából tőrszerű szemfogak állnak ki.